# Losers, Kings, and Things We Don't Understand
Losers, Kings and Things We Don't Understand è il secondo album completo del gruppo ska punk statunitense Less Than Jake, pubblicato dalla No Idea Records nel 1995. L'album è una raccolta delle pubblicazioni precedenti dei Less Than Jake, escluso l'album di debutto, Pezcore. Similmente a quest'ultimo, le tracce del disco non sono perfezionate e sono di bassa qualità audio. L'ordine della canzoni è diverso nella versione in vinile.

## Lista tracce nel CD
1. Soundman/Soundcheck  – 2:35
2. 24 Hours in Paramus  – 3:13
3. Whipping Boy  – 3:08
4. Time and a Half  – 2:02
5. Econologed  – 4:08
6. Pez King  – 2:30
7. Where in the Hell is Mike Sinkovich?  – 2:18
8. This is Going Nowhere  – 3:01
9. Laverne and Shirley  – 0:52
10. Fucked  – 1:20
11. 867-5309 (Jenny)  – 2:14
12. Dukes of Hazzard  – 0:41
13. Shotgun  – 3:37
14. Down in the Mission  – 2:48
15. St. James Hotel  – 2:38
16. Glumble  – 2:09
17. Lucky Day  – 2:37
18. Who Holds the Power Ring?  – 2:13
19. Wish Pig  – 3:15
20. Awkward Age  – 2:56
21. Good Time for Change  – 2:18

## Lista tracce nell'LP
1. Time and a Half  – 2:02
2. Black Coffee on the Table/24 Hours in Paramus  – 5:37
3. Econologed  – 4:08
4. Pez King  – 2:30
5. Where in the Hell is Mike Sinkovich?  – 2:18
6. This is Going Nowhere  – 3:01
7. Laverne and Shirley  – 0:52
8. Fucked  – 1:20
9. 867-5309 (Jenny)  – 2:14
10. Dukes of Hazzard  – 0:41
11. Glumble  – 2:09
12. Lucky Day  – 2:37
13. Who Holds the Power Ring?  – 2:13
14. Wish Pig  – 3:15
15. Awkward Age  – 2:56